# TF1
TF1 (Télévision Française 1) är en fransk TV-kanal grundad 26 april 1935. TV-kanalen ägs genom bolaget TF1 SA av koncernen Bouygues, där bland annat Bouygues Telecom och Eurosport ingår. Kanalen startade sina sändningar 6 januari 1975 och är idag Frankrikes största TV-kanal. I publikantal mätt är TF1 även den mest sedda TV-kanalen i hela Europa i konkurrens med tyska RTL och brittiska BBC One. Av upphovsrättsliga skäl får inte kanalen distribueras i Sverige trots önskemål från till exempel Com hem.
TF1 var från början en public service-kanal inom statligt ägda France Télévisions, precis som France 2, France 3 och senare efterföljarna France 4 och France 5, men år 1987 privatiserades kanalen genom ägarbyte. Frankrikes näst största kommersiella kanal är M6 som fokuserar på underhållningsprogram för unga människor.
Bland TF1:s program återfinns titlar som realityserien Star Academy som är holländska Endemols internationella motsvarighet till The X Factor samt dramaserierna CSI och House.
I Sverige distribueras France 2 via det nationella digitala kabelnätet Com hem. Det har även funnits önskemål om att distribuera TF1 i Sverige men beroende på upphovsrättsliga oklarheter har inga avtal om vidaresändningar kunnat träffas. Delar av de franska public service-kanalernas utbud visas även via den internationella kanalen TV5 som i Sverige kan ses via Com hem och satellit.